# Друга посланица Коринћанима
Друга Коринћанима је једна од књига Новог завета. По реду трећа посланица у Новом завету и налази се после Прве посланице Коринћанима.
Писац посланице је Свети Апостол Павле. Настала је педесетих година првог века.
Посланица садржи извештај о делатности Апостола Павла и о томе шта је све апостол поднео да би раширио Јеванђеље. Ту се налази и апостолово излагање о томе какав треба да буде однос хришћана, који су у цркви, према Богу.
Задња реченица ове посланице употребљава се у цркви на Светој Литургији: "Благодат Господа Исуса Христа и љубав Бога Оца са свима вама“.